# Fusarium euwallaceae
Espèce
Fusarium euwallaceae est une espèce de champignons ascomycètes de la famille des Nectriaceae.
Ce champignon phytopathogène est responsable de maladies cryptogamiques  (flétrissement vasculaire et dépérissements, pouvant entraîner la mort des plantes) chez de nombreuses espèces d'arbres notamment dans les familles des Aceraceae, Fabaceae  et Fagaceae.
C'est une espèce nouvellement décrite en 2013 et signalée depuis 2012 en Californie et en Israël, où elle représente une menace sérieuse pour les cultures d'avocatier.
Fusarium euwallaceae vit en symbiose avec une espèce de scolytes du genre Euwallacea. Les coléoptères abritent des cellules fongiques dans des structures spécialisées appelées « mycangia » situées près de leurs pièces buccales. Lorsque l'insecte pénètre dans un arbre, il creuse des galeries de ponte au-delà du cambium. Son symbiote fongique commence à se développer dans ces galeries dont il colonise les parois et constitue ensuite la nourriture des larves du coléoptère. Chez certains arbres-hôtes attaqués par le scolyte, le champignon envahit tout l'aubier, bloquant les vaisseaux du xylème, ce qui provoque des symptômes de dépérissement des branches ou la mort de l'arbre.
Ce mycosymbiote a été signalé récemment en Californie. Parmi les espèces végétales attaquées figurent notamment les suivantes : avocatier, chêne blanc de Californie, chêne de Californie, chêne d'Engelmann, chêne-liège, chêne pédonculé, arbre de corail, copalme d'Amérique, épine de Jérusalem et autres arbres du genre Parkinsonia, érable négondo et diverses autres espèces d'érables, ricin, saule noir de Californie, saule pleureur, sycomore de Californie.